# Tappström

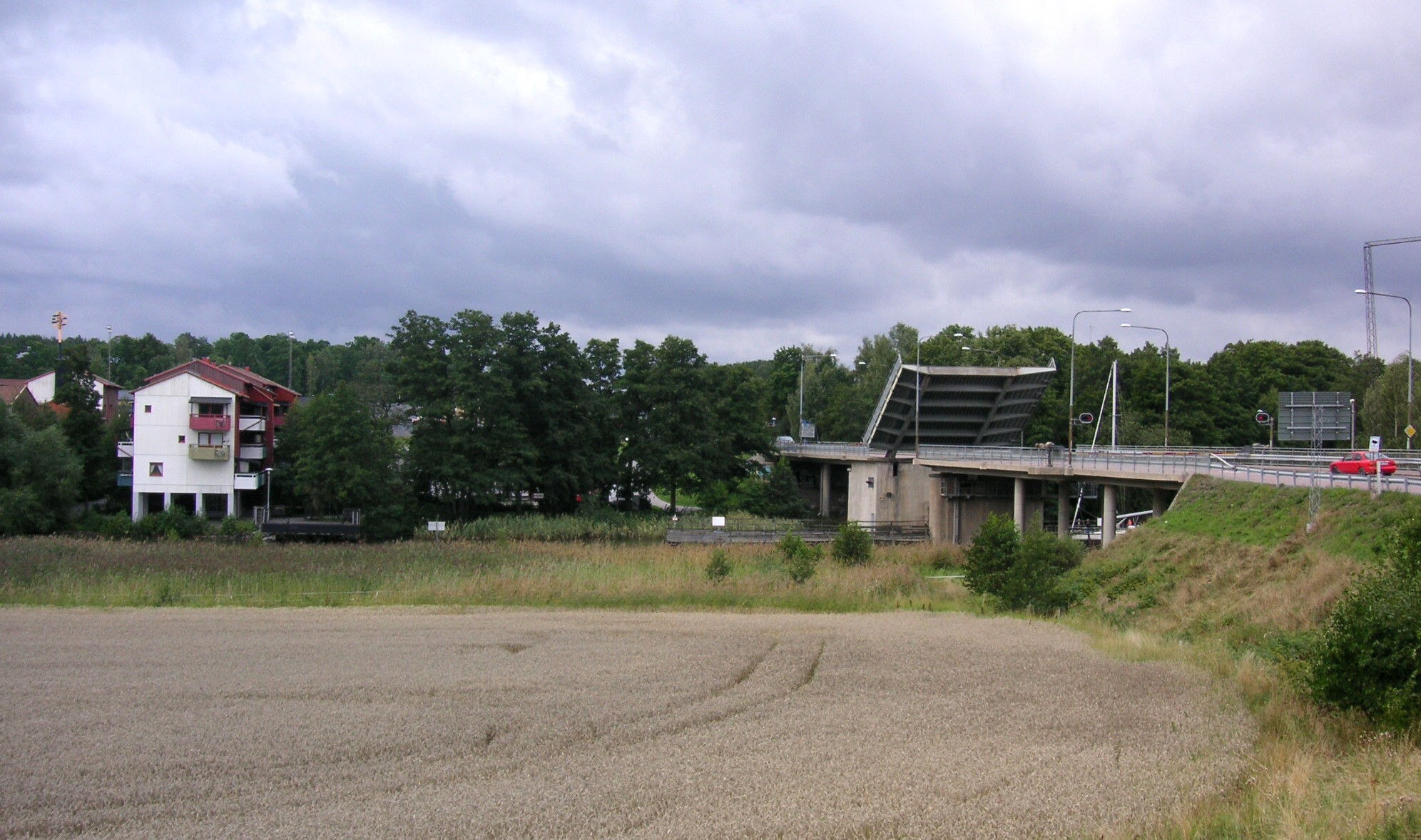
Broöppning på Tappströmsbron, till vänster syns bostadsområdet Tappström

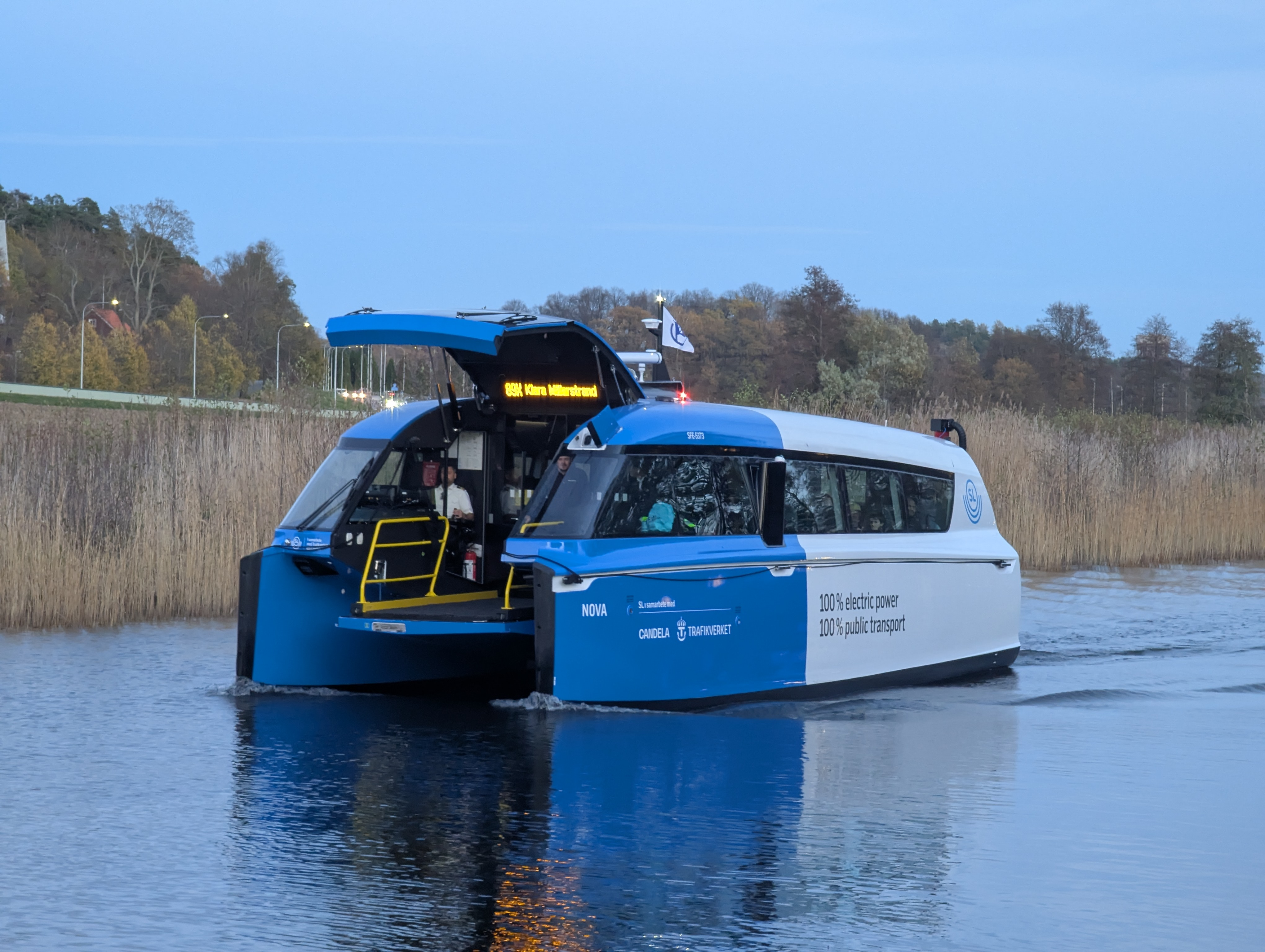
M/S Nova på Storstockholms Lokaltrafiks Ekerölinjen vid ankomst till Tappström, oktober 2024

Tappström är ett sund i östra Mälaren i Ekerö kommun i Uppland, Stockholms län.
Genom Tappström går gränsen mellan öarna Lovön och Ekerön. Längden av sundet är omkring 1,5 km och djupet är 3,2 meter.  Öster om sundet finns Fiskarfjärden och i väster ligger fjärden Långtarmen.
Bostadsområdet Tappström ligger på Ekerösidan intill sundet. Här finns även en gästhamn för fritidsbåtar. Vägförbindelsen över Tappström heter Ekerövägen och härifrån till Brommaplan i västra Stockholm även länsväg 261.

## Bron
Över Tappström finns en öppningsbar bro, Tappströmsbron, som går mellan Ekerön och Lindön. Vid stängd bro är segelfri höjd 6,0 meter och bredd 6,0 meter. Bron kommer 2023 ersättas med en bredare som en del av vägprojektet Förbifart Stockholm. 
Tidigare fanns här en klaffbro som byggdes 1828. Den ersattes på 1880-talet med en öppningsbar träbro, som bekostades av bankdirektören André Oscar Wallenberg -Malmviks ägare. Den efterföljande bron anlades 1930 och nuvarande klaffbro öppnades för trafik 1973 samtidigt med Nockebybron och Drottningholmsbron.

## Andra broar i Ekerö kommun
- Lullehovsbron
- Drottningholmsbron
- Nockebybron